# Сааде, Эрик
Эрик Халид Сааде (швед. Eric Khaled Saade; род. 29 октября 1990, Каттарп) — шведский поп-певец, автор песен и телеведущий.
Являлся представителем Швеции на конкурсе песни «Евровидение 2011» с песней «Popular», где занял 3-е место, набрав 185 баллов.

## Ранние годы
Эрик Сааде вырос в поселке Каттарп неподалёку от Хельсингборга, Швеция. Его отец, Валид Сааде, родом из Ливана, но имеет палестинские корни; мать, Марлен Якобссон — шведка, имеет корни из Эстонии. Родители развелись, когда Эрику было четыре года. Эрик жил с матерью (так решил суд), но по выходным виделся с отцом. Эрик — второй ребёнок в семье. У него есть ещё семь братьев и сестёр. Сааде начал писать песни в 13 лет. Футбол был его главным увлечением, пока в 15 лет Эрик не подписал свой первый музыкальный контракт. В результате Сааде записал один альбом и три сингла, которые не остались незамеченными. Он стал известен после победы на шведском музыкальном конкурсе «Joker» (сейчас — «Popkorn»).

## Карьера

### What’s Up
В 2007 году на волне первого успеха Эрик проходит отбор на участие в новом бой-бэнде. Из сотен претендентов были отобраны пятнадцать для выступления в стокгольмском театре Глобус, в том числе и Сааде. Эрик стал одним из четырёх финалистов, которые в итоге образовали бой-бэнд What’s Up.
Уже весной 2008 года группа начала гастролировать по Швеции. В том же году они записали шведскую версию заглавной темы молодёжной комедии «Рок в летнем лагере» («Camp Rock») производства канала Дисней. На шведском языке песня называлась «Här är jag». Вся команда What’s Up также приняла участие в дубляже фильма. Голосом Эрика говорит персонаж по имени Шейн.
В 2008 году группа выпустила свой первый альбом In Pose. Также были выпущены два сингла — «Go Girl!» и «If I Told You Once».
В феврале 2009 года Сааде покинул группу, чтобы начать сольную карьеру.

### Сольная карьера
В августе 2009 года Сааде подписал новый контракт — с Roxy Recordings. В декабре 2009 года был выпущен первый сингл «Sleepless». В феврале и марте 2010 года Сааде принимает участие в Мелодифестивалене 2010 с песней «Manboy» и в финале конкурса занимает третье место.
19 мая 2010 года Сааде выпустил свой первый студийный альбом под названием Masquerade.
29 ноября стало известно, что Сааде станет участником Мелодифестивалена 2011. Он принял участие в третьем полуфинале 19 февраля 2011 года с песней «Popular» и прошёл в финал конкурса. В финале 12 марта Сааде одержал победу и получил право представлять Швецию на Евровидении 2011 в Дюссельдорфе.
Во втором полуфинале Евровидения 12 мая Эрик стал победителем и прошёл в финал конкурса. В финале 14 мая он финишировал третьим. Это стало лучшим результатом Швеции с 1999 года, делая Эрика Сааде самым успешным представителем Швеции за последние 12 лет.
29 июня 2011 года был выпущен второй студийный альбом Эрика Saade Vol. 1, а в ноябре, того же года, вышла вторая часть альбома — Saade Vol. 2.
С 14 по 20 апреля 2012 года Эрик Сааде посетил Россию, где дал несколько выступлений: в частности, на премии Armenia Music Awards, которая состоялась в Кремлёвском дворце и на концерте «Радио Дача» в Олимпийском. Также должно было состояться выступление на шоу Фабрика звёзд. Возвращение, но по причинам, предположительно зависящим от менеджмента Алексея Воробьёва, Сааде не был допущен к участию в программе.
Помимо этого, состоялась встреча Эрика и его команды с Филиппом Киркоровым, который, в свою очередь, пообещал всячески поддерживать Сааде.
В августе 2013 года, Эрик выпустил свой четвёртый по счету альбом, под названием Forgive Me. Заранее, в его поддержку был выпущен заглавной сингл «Coming Home».
В 2019 году являлся ведущим конкурса Мелодифестивален 2019. В этом же году объявлено, что станет глашатаем от Швеции на конкурсе песни «Евровидение 2019».

## Личная жизнь
С 2007 по 2012 год Эрик встречался со шведской певицей Молли Санден. Вскоре после расставания с Молли, Эрик был замечен в компании молодой девушки — Эммы Андерсон на отдыхе в Мексике. Но пара быстро рассталась. Встречался с моделью и блоггершей Николь Фальчиани, которой сделал предложение в 2019 году и собирался жениться, но 15 мая 2020 года пара объявила о расставании. В настоящее время встречается с моделью Ханной Шонберг.

## Дискография

#### Сольные альбомы
| Название         | Дата выхода     | SWE Sverigetopplistan |
| ---------------- | --------------- | --------------------- |
| Masquerade       | 19 мая 2010     | 2                     |
| Saade Vol. 1     | 29 июня 2011    | 1                     |
| Saade Vol. 2     | 30 ноября 2011  | 1                     |
| Forgive Me       | 28 августа 2013 | 1                     |
| Saade - EP       | 24 июня 2016    | -                     |
| Det Svarta Fåret | 12 июня 2020    | -                     |

#### В составе What’s Up!
| Название | Дата выхода   | SWE Sverigetopplistan |
| -------- | ------------- | --------------------- |
| In Pose  | 8 января 2007 | 40                    |

## Видеография
- «Sleepless» (2009)
- «Manboy» (2010)
- «Break Of Dawn» (2010)
- «Masquerade» (2010)
- «Popular» (2011)
- «Hearts In The Air» (2011)
- «Hotter Than Fire» (2011)
- «Imagine» (2012)
- «Marching (In The Name Of Love)» (2012)
- «Miss Unknown» (2012)
- «Coming Home» (2013)
- «Winning Ground» (2013)
- «Forgive Me» (2013)
- «Du Är Aldrig Ensam» (2014)
- «Take a Ride» (2014)
- «Girl From Sweden» (2015)